# Gym Tony
Gym Tony fue una serie de televisión de comedia de sketches española producida por Mediaset España en colaboración con La Competencia para su emisión en Cuatro que se emitió en ese canal desde el 17 de diciembre de 2014hasta el 16 de abril de 2016 .
Después de ocho meses desde su final, en 2017, se anunció un spin-off en FDF.Desde el lunes 17 de abril de 2017 se estrenó Gym Tony LC, emitida de lunes a viernes a las 17:00h hasta a las 22:00h en Cuatro. 

## Historia
El 9 de enero de 2015, Cuatro confirma la renovación de la serie por una segunda temporada tras la buena acogida de la audiencia. El 11 de febrero de 2015 se dan a conocer los nuevos fichajes para la segunda temporada, la segunda tanda de episodios cuenta con las incorporaciones de Eduardo Gómez, Carmen Ruiz y Pepa Rus y las bajas de Antonia San Juan y Gerald B. Fillmore. El 19 de febrero de 2015 se da a conocer la incorporación del actor y presentador Leo Rivera en la serie a través de Vertele. El 20 de febrero de 2015 se dan a conocer los fichajes de Daniel Muriel, Toni Acosta, Chanel Terrero y Eduardo Casanova.
A principios de febrero de 2016, se anuncia que la serie finalizará en su cuarta temporada a principios de primavera de ese año debido al desgaste de audiencia que venía cosechando. A partir del 22 de febrero de 2016, la cadena decide cambiar los últimos capítulos de la serie a las sobremesas desde las 16:00h, sin embargo tras los bajos resultados de audiencia obtenidos por su sucesor en el Access Time, la cadena volvió a trasladar la serie al prime time el 7 de marzo de 2016.
El 16 de abril de 2016 se emitió el último capítulo de la serie tras 313 capítulos y un año y medio de duración.
El día 24 de noviembre de 2016, se anunció un spin-off de la serie tras ocho meses desde su cancelación en Cuatro, esta vez para emitirse en FDF con el nombre de Gym Tony LC.

## Argumento
Gym Tony es un gimnasio de barrio que se encuentra enfrente del bar "Tony's After Güor". El gimnasio está regentado por Tony. Varios vecinos del barrio, como Secundina, acuden a ponerse en forma a este singular lugar con sus clases de aerobic, fitness... capitaneadas por Tito. También se encuentra una piscina, en la que se localiza a Juanito "Trabuco", un socorrista que no sabe nadar. Otros escenarios de la trama incluyen los vestuarios y la sauna.

## Reparto

### 1.ª temporada

#### Reparto principal
- Iván Massagué - Antonio "Tony" Rubirosa
- Santi Rodríguez - José Vicente Velasco
- Tomás Pozzi - Maximiliano "Maxi" Kempes
- Mariam Hernández - Nieves López Gómez
- Gerald B. Fillmore - José María "Chema" Gutiérrez
- David Amor - Evaristo "Tito" Escudero Nogales
- Miriam Cabeza - Vanessa
- Usun Yoon - Shiroko Nuku Nuku (Episodio 2 - Episodio 79)
- Carlos Chamarro - Julio Sarasola
- Mar Abascal - Pilar Macías
- Juanma Cifuentes - Miguel "Miguelón" Rondón
- Antonia San Juan - Berta Palomero

#### Reparto recurrente
- Alberto Lozano - Fermín (Capítulo 1)
- Ramón Merlo - Jesús Tomás Dado (Capítulo 1)
- Leo Harlem - Profesor de aerobic (Episodio 4)
- Cristina Alcázar - Patricia Márquez Escobar (Episodio 4)
- Silvia Maya - Ligue de Tony (Episodio 8)
- Fermí Herrero - Inspector de urbanismo (Episodio 10)
- Pablo Martín - Sebastián Casanova (Episodio 10)
- Alberto Lozano - Comprador de arte (Episodio 10)
- Nacho López - Chapuzas (Episodio 11)
- Eduard Iosif - Fontanero (Episodio 11)
- Verónika Moral - Reportera de TV (Episodio 14)
- Vanesa Cano - Chica que se apunta al gym (Episodio 15)
- Resu Morales - Madre de la chica (Episodio 15)
- Carmen Vique - Macarena Velasco (Episodio 23)
- Andoni Agirregomezkorta - Mariano "Max Power" (Episodio 24)
- César Vea - Inspector de hacienda (Episodio 26)
- Miguel Barberá - Alberto (Episodio 26)
- Ariana Martínez - Prima de Nieves (Episodio 28)
- Bermúdez - Hombre Guía Masculín (Episodio 35)
- África Luna de Tena - Dueña del gato (Episodio 36)
- Elvira Cuadrupani - Reportera de televisión (Episodio 38; Episodio 43)
- Sebastián Fernández - Repartidor de pedidos (Episodio 39; Episodio 44)
- Paula Galimberti - La gordita (Episodio 40)
- Javier Veiga - Él mismo (Episodio 40)
- David Galindo - El tío de la sauna (Episodio 41)
- Rober Bodegas - Amigo cartero de Velasco (Episodio 45)
- José Bustos - Jefe de Julio (Episodio 48)
- Sandra Ferrús - Ligue gafe de Tony (Episodio 48)
- José Troncoso - Amigo de Tony de toda la vida que resulta ser gay (Episodio 50)
- Víctor Massán - Profesora de zumba (Episodio 52)
- Luis G. Gámez - Anciano del Inserso (Episodio 53)
- Sara Gómez - Ligue de Tony (Episodio 53)
- Angy Fernández - Ángela (Episodio 54)
- Alberto Casado - Ojeador de otro gimnasio (Episodio 57)

### 2.ª temporada

#### Reparto principal
- Iván Massagué - Antonio "Tony" Rubirosa
- David Amor - Evaristo "Tito" Escudero Nogales
- Santi Rodríguez - José Vicente Velasco
- Mar Abascal - Pilar Macías
- Miriam Cabeza - Vanessa
- Mariam Hernández - Nieves López Gómez
- Toni Acosta - Raquel
- Daniel Muriel - Eduardo "Edu" Valdivia
- Tomás Pozzi - Maximiliano "Maxi" Kempes
- Leo Rivera - Cristóbal Pérez
- Juanma Cifuentes - Miguel "Miguelón" Rondón
- Eduardo Gómez - Juan "Juanito" Sánchez "Trabuco"
- Carmen Ruiz - Petra Palomero
- Pepa Rus - Secundina "Secun" García
- Eduardo Casanova - Chencho Gómez Lechón
- Carlos Chamarro - Julio Sarasola (Episodio 85/20 - Episodio 170/105)
- Patricia Conde - Loly
- Usun Yoon - Shiroko Nuku Nuku
- Chanel Terrero - Deisy

#### Reparto episódico
- Javier Mora - Juan Carlos "Juancar" (Episodio 65/1)
- Manolo Lama - Él mismo, tras nombrar a Trabuco como nuevo socorrista es el invitado estrella para la inauguración de la piscina (Episodio 66/2)
- Sebastián Fernández - Adolfo Álavarez (Episodio 66/2)
- María Espejo - Aspirante a recepcionista (Episodio 66/2)
- Rafa Ramos - Johnny Sánchez (Episodio 74/7)
- Jaime García - Colegial (Episodio 78/12)
- Juan Carlos Martín - Director del Reality (Episodio 81/15)
- Patricia Conde - Rosy (Episodio 98/33)
- Fran Perea - Él mismo (Episodio 107/42)
- Ángel Pan - Empresario chino (Episodio 117/52)

### 3.ª temporada

#### Reparto principal
- Iván Massagué - Antonio "Tony" Rubirosa
- Carmen Ruiz - Petra Palomero
- David Amor - "Tito" Escudero Nogales
- Santi Rodríguez - José Vicente Velasco
- Tomás Pozzi - Maximiliano "Maxi" Kempes
- Mariam Hernández - Nieves López Gómez
- Miriam Cabeza - Vanessa
- Mar Abascal - Pilar Macías
- Adam Jezierski - Cristian
- Javi Coll - Julián Cascorro
- Daniel Muriel - Eduardo "Edu" Valdivia
- Toni Acosta - Raquel
- Pablo Carbonell - Odiseo Gallardón
- Pepa Rus - Secundina "Secun" García
- David Fernández - Evaristo
- Patricia Conde - Loly
- Leo Rivera - Cristóbal Pérez
- Carlos Chamarro - Julio Sarasola
- Eduardo Gómez - Juan "Juanito" Sánchez "Trabuco"
- Sara Gómez - Mayka Vega
- Cristina Alcázar - Patricia Márquez Escobar
- Rodrigo Poisón - Héctor Barroso
- Iñaki Miramón - Perico Valcarce
- Max Marieges - Kenny
- María Hervás - Miranda Lily
- Chanel Terrero - Deisy

#### Reparto secundario
- María Luisa Mayol - Sabina Kempes
- Christian Sánchez - Richard, "El Richi"

#### Reparto episódico
- Óscar Higares - Él mismo (Episodio 174/4)
- Fernando Esteso - Jefe de Patricia (Episodio 185/15)
- Dvicio - Ellos mismos (Episodio 186/16)
- Edurne - Leyre (Episodio 187/17)
- Carmen Lomana - Mili (Episodio 188/18 y 275/105)
- Merche - ella misma (Episodio 190/20)
- Ismael Beiro - Damien (Episodio 191/21)
- Laura Sánchez - Diana (Episodio 192/22)
- Fernando Romay - Mafioso (Episodio 193/23)
- Javi Martín - Antiguo propietario de Míster Cohecho (Episodio 195/25)
- Eloy Arenas - Atracador del Gym Tony (Episodio 196/26)
- Miguel Abellán - Él mismo (Episodio 197/27)
- Vicky Martín Berrocal - Ella misma (Episodio 198/28)
- Rafa Martín - Director de Casting (Episodio 201/31)
- Pablo López - Él mismo (Episodio 202/32)
- Lolita Flores - La Esfinge (Episodio 203/33)
- Ramoncín - Juan Francisco "Juanfran" (Episodio 208/38)
- Agustín Jiménez - Ginés (Episodio 211/41)
- Almudena Cid - Natalia (Episodio 212/42)
- Xuso Jones - Ricardo (Episodio 213/43)
- Quique Jiménez - Torito (Episodio 217/47)
- Pablo Puyol - Fernando (Episodio 218/48)
- Mónica Martínez - Judith (Episodio 220/50)
- Álvaro de la Lama - Hipólito (Episodio 220/50)
- Jesús Calleja - El mismo (Episodio 220/50)
- Laia Alemany - Blanche (Episodio 222/52)
- Fran Dieli -  (Episodio 222/52)
- Berta Collado - Tomasa (Episodio 223/53)
- Nerea Garmendia - Melani Roca (Episodio 226/56)
- Sayago Ayuso - Guionista (Episodio 226/56)
- Juan Muñoz - Ex amor de Secundina (Episodio 227/57)
- Fernandisco - Hombre del que se enamora Nieves por su voz (Episodio 229/59)
- Javier Veiga - Voz radio (Episodio 233/63)
- Raúl Gómez - Amigo de la infancia de Nieves (Episodio 233/63)
- Enrique Asenjo -  (Episodio 236/66)
- Álex Hernández - El Ruedas (Episodio 236/66)
- Elena Furiase - Paula "Pau" (Episodio 240/70)
- Luis Larrodera - Adolfo (Episodio 242/72)
- Antonio Orozco - Él mismo (Episodio 243/73)
- Christian Sánchez - Richard "El Richi" (Episodio 251/81; Episodio 278/108)
- Manu Tenorio - Psicólogo (Episodio 261/91)
- Alejandro Navamuel -  (Episodio 262/92)
- Juanma Díez -  (Episodio 263/93)
- Amelia Guede - Novia de Perico y Tito (Episodio 270/100)
- Sergio Pazos - Familia de Evaristo (Episodio 270/100)
- Auryn - Ellos mismos (Episodio 275/105)
- Enrique Arce - Fran, padre de Christian (Episodio 277/107)
- Rocío Muñoz Cobo -  (Episodio 282/112)

### 4.ª temporada

#### Reparto principal
- Iván Massagué - Antonio "Tony" Rubirosa
- Carmen Ruiz - Petra Palomero
- David Amor - Evaristo "Tito" Escudero Nogales
- Santi Rodríguez - José Vicente Velasco
- Tomás Pozzi - Maximiliano "Maxi" Kempes
- Mariam Hernández - Nieves López Gómez
- Miriam Cabeza - Vanessa
- Mar Abascal - Pilar Macías
- Adam Jezierski - Christian
- Javi Coll - Julián Cascorro
- Toni Acosta - Raquel
- Pepa Rus - Secundina "Secun" García
- Patricia Conde - Loly
- Leo Rivera - Cristóbal Pérez
- Carlos Chamarro - Julio Sarasola
- Eduardo Gómez - Juan "Juanito" Sánchez "Trabuco"
- Sara Gómez - Mayka Vega
- Cristina Alcázar - Patricia Márquez Escobar
- Rodrigo Poisón - Héctor Barroso
- Iñaki Miramón - Perico Valcarce
- María Hervás - Miranda Lily
- María Alfonsa Rosso - María Luisa Medrano Fernández

Con la colaboración especial de
- Enrique San Francisco - Antonio Rubirosa

#### Reparto episódico
- Héctor Cerballo - Hombre del champú (Episodio 284/4)
- Marta González de la Vega - Mamen (Episodio 286/6)
- Jorge Javier Vázquez - Él mismo (Episodio 286/6)
- Álvaro de la Lama - Hipólito "Poli" (Episodio 288/8)
- Máximo Valverde - Cañoñazo Peralta (Episodio 289/9)

## Episodios y audiencias
| Temporada | Temporada | Episodios | Inicio                  | Final                 |
| --------- | --------- | --------- | ----------------------- | --------------------- |
|           | 1         | 79        | 17 de diciembre de 2014 | 5 de marzo de 2015    |
|           | 2         | 105       | 6 de marzo de 2015      | 25 de agosto de 2015  |
|           | 3         | 119       | 26 de agosto de 2015    | 13 de febrero de 2016 |
|           | 4         | 50        | 15 de febrero de 2016   | 16 de abril de 2016   |
|           | Total     | 373       | 2014                    | 2016                  |

### Primera temporada (2014-2015)
| Programas emitidos | Programas emitidos    | Programas emitidos | Programas emitidos | Programas emitidos |
| N.º                | Fecha de emisión      | Espectadores       | Share              |                    |
| ------------------ | --------------------- | ------------------ | ------------------ | ------------------ |
| 1                  | 17 de dic. de 2014    | 764 000            | 4,7%               |                    |
| 2                  | 18 de dic. de 2014    | 713 000            | 4,3%               |                    |
| 3                  | 19 de dic. de 2014    | 728 000            | 5,0%               |                    |
| 4                  | 20 de dic. de 2014    | 704 000            | 4,2%               |                    |
| 5                  | 22 de dic. de 2014    | 703 000            | 4,5%               |                    |
| 6                  | 23 de dic. de 2014    | 629 000            | 4,2%               |                    |
| 7                  | 25 de dic. de 2014    | 1 021 000          | 6,0%               |                    |
| 8                  | 26 de dic. de 2014    | 734 000            | 4,9%               |                    |
| 9                  | 27 de dic. de 2014    | 755 000            | 4,9%               |                    |
| 10                 | 29 de dic. de 2014    | 767 000            | 4,4%               |                    |
| 11                 | 30 de dic. de 2014    | 714 000            | 4,4%               |                    |
| 12                 | 31 de dic. de 2014    | 383 000            | 3,5%               |                    |
| 13                 | 1 de enero de 2015    | 869 000            | 4,7%               |                    |
| 14                 | 2 de enero de 2015    | 788 000            | 5,1%               |                    |
| 15                 | 3 de enero de 2015    | 921 000            | 5,8%               |                    |
| 16                 | 5 de enero de 2015    | 539 000            | 3,9%               |                    |
| 17                 | 6 de enero de 2015    | 1 125 000          | 6,0%               |                    |
| 18                 | 7 de enero de 2015    | 719 000            | 4,0%               |                    |
| 19                 | 8 de enero de 2015    | 841 000            | 4,6%               |                    |
| 20                 | 9 de enero de 2015    | 645 000            | 3,9%               |                    |
| 21                 | 10 de enero de 2015   | 927 000            | 5,7%               |                    |
| 22                 | 12 de enero de 2015   | 885 000            | 4,7%               |                    |
| 23                 | 13 de enero de 2015   | 896 000            | 5,0%               |                    |
| 24                 | 14 de enero de 2015   | 824 000            | 4,6%               |                    |
| 25                 | 15 de enero de 2015   | 766 000            | 4,3%               |                    |
| 26                 | 16 de enero de 2015   | 795 000            | 4,9%               |                    |
| 27                 | 17 de enero de 2015   | 940 000            | 5,7%               |                    |
| 28                 | 19 de enero de 2015   | 1 111 000          | 5,7%               |                    |
| 29                 | 20 de enero de 2015   | 1 148 000          | 5,8%               |                    |
| 30                 | 21 de enero de 2015   | 1 108 000          | 5,7%               |                    |
| 31                 | 22 de enero de 2015   | 1 094 000          | 5,7%               |                    |
| 32                 | 23 de enero de 2015   | 996 000            | 5,9%               |                    |
| 33                 | 24 de enero de 2015   | 720 000            | 4,2%               |                    |
| 34                 | 26 de enero de 2015   | 1 300 000          | 6,4%               |                    |
| 35                 | 27 de enero de 2015   | 1 151 000          | 5,9%               |                    |
| 36                 | 28 de enero de 2015   | 1 103 000          | 5,8%               |                    |
| 37                 | 29 de enero de 2015   | 1 203 000          | 6,2%               |                    |
| 38                 | 30 de enero de 2015   | 956 000            | 5,6%               |                    |
| 39                 | 31 de enero de 2015   | 725 000            | 4,2%               |                    |
| 40                 | 2 de febrero de 2015  | 1 256 000          | 6,4%               |                    |
| 41                 | 3 de febrero de 2015  | 1 241 000          | 6,4%               |                    |
| 42                 | 4 de febrero de 2015  | 1 254 000          | 6,2%               |                    |
| 43                 | 5 de febrero de 2015  | 1 186 000          | 6,1%               |                    |
| 44                 | 6 de febrero de 2015  | 977 000            | 5,6%               |                    |
| 45                 | 7 de febrero de 2015  | 930 000            | 5,4%               |                    |
| 46                 | 9 de febrero de 2015  | 1 192 000          | 5,7%               |                    |
| 47                 | 10 de febrero de 2015 | 1 251 000          | 6,2%               |                    |
| 48                 | 11 de febrero de 2015 | 1 146 000          | 5,7%               |                    |
| 49                 | 12 de febrero de 2015 | 1 476 000          | 7,4%               |                    |
| 50                 | 13 de febrero de 2015 | 900 000            | 5,6%               |                    |
| 51                 | 14 de febrero de 2015 | 956 000            | 6,2%               |                    |
| 52                 | 16 de febrero de 2015 | 1 354 000          | 6,5%               |                    |
| 53                 | 17 de febrero de 2015 | 1 310 000          | 6,3%               |                    |
| 54                 | 18 de febrero de 2015 | 1 199 000          | 6,1%               |                    |
| 55                 | 20 de febrero de 2015 | 880 000            | 5,3%               |                    |
| 56                 | 21 de febrero de 2015 | 695 000            | 4,4%               |                    |
| 57                 | 23 de febrero de 2015 | 1 135 000          | 5,4%               |                    |
| 58                 | 24 de febrero de 2015 | 1 153 000          | 5,4%               |                    |
| 59                 | 25 de febrero de 2015 | 1 234 000          | 6,2%               |                    |
| 60                 | 27 de febrero de 2015 | 782 000            | 4,8%               |                    |
| 61                 | 28 de febrero de 2015 | 606 000            | 3,9%               |                    |
| 62                 | 2 de marzo de 2015    | 1 116 000          | 5,5%               |                    |
| 63                 | 3 de marzo de 2015    | 1 450 000          | 7,3%               |                    |
| 64                 | 4 de marzo de 2015    | 1 383 000          | 7,0%               |                    |
| 65                 | 5 de marzo de 2015    | 1 255 000          | 6,3%               |                    |
| 66                 | 6 de marzo de 2015    | 1 040 000          | 6,7%               |                    |
| 67                 | 7 de marzo de 2015    | 754 000            | 5,1%               |                    |
| 68                 | 9 de marzo de 2015    | 1 355 000          | 6,7%               |                    |
| 69                 | 10 de marzo de 2015   | 980 000            | 4,8%               |                    |
| 70                 | 11 de marzo de 2015   | 1 361 000          | 7,0%               |                    |
| 71                 | 13 de marzo de 2015   | 824 000            | 5,2%               |                    |
| 72                 | 14 de marzo de 2015   | 538 000            | 3,4%               |                    |
| 73                 | 16 de marzo de 2015   | 1 373 000          | 6,8%               |                    |
| 74                 | 17 de marzo de 2015   | 901 000            | 4,2%               |                    |
| 75                 | 18 de marzo de 2015   | 1 269 000          | 6,7%               |                    |
| 76                 | 20 de marzo de 2015   | 1 064 000          | 6,3%               |                    |
| 77                 | 21 de marzo de 2015   | 624 000            | 3,9%               |                    |
| 78                 | 22 de marzo de 2015   | 728 000            | 3,9%               |                    |
| 79                 | 23 de marzo de 2015   | 1 543 000          | 7,3%               |                    |

### Segunda temporada (2015)
| Programas emitidos | Programas emitidos   | Programas emitidos | Programas emitidos | Programas emitidos |
| N.º                | Fecha de emisión     | Espectadores       | Share              |                    |
| ------------------ | -------------------- | ------------------ | ------------------ | ------------------ |
| 80                 | 24 de marzo de 2015  | 1 554 000          | 7,5%               |                    |
| 81                 | 25 de marzo de 2015  | 1 733 000          | 8,9%               |                    |
| 82                 | 26 de marzo de 2015  | 1 029 000          | 5,9%               |                    |
| 83                 | 28 de marzo de 2015  | 435 000            | 4,2%               |                    |
| 84                 | 30 de marzo de 2015  | 1 232 000          | 7,1%               |                    |
| 85                 | 31 de marzo de 2015  | 1 191 000          | 7,0%               |                    |
| 86                 | 1 de abril de 2015   | 1 212 000          | 8,1%               |                    |
| 87                 | 2 de abril de 2015   | 1 008 000          | 7,8%               |                    |
| 88                 | 3 de abril de 2015   | 516 000            | 4,5%               |                    |
| 89                 | 4 de abril de 2015   | 446 000            | 3,7%               |                    |
| 90                 | 5 de abril de 2015   | 728 000            | 4,6%               |                    |
| 91                 | 6 de abril de 2015   | 1 336 000          | 7,1%               |                    |
| 92                 | 7 de abril de 2015   | 1 464 000          | 7,7%               |                    |
| 93                 | 8 de abril de 2015   | 1 450 000          | 7,9%               |                    |
| 94                 | 9 de abril de 2015   | 971 000            | 5,9%               |                    |
| 95                 | 10 de abril de 2015  | 695 000            | 4,9%               |                    |
| 96                 | 11 de abril de 2015  | 583 000            | 4,3%               |                    |
| 97                 | 12 de abril de 2015  | 648 000            | 3,8%               |                    |
| 98                 | 13 de abril de 2015  | 1 385 000          | 7,2%               |                    |
| 99                 | 14 de abril de 2015  | 734 000            | 3,6%               |                    |
| 100                | 15 de abril de 2015  | 1 278 000          | 6,9%               |                    |
| 101                | 17 de abril de 2015  | 805 000            | 5,7%               |                    |
| 102                | 18 de abril de 2015  | 522 000            | 4,1%               |                    |
| 103                | 20 de abril de 2015  | 1 433 000          | 7,6%               |                    |
| 104                | 21 de abril de 2015  | 1 117 000          | 5,7%               |                    |
| 105                | 22 de abril de 2015  | 1 272 000          | 7,1%               |                    |
| 106                | 24 de abril de 2015  | 853 000            | 5,9%               |                    |
| 107                | 25 de abril de 2015  | 557 000            | 4,2%               |                    |
| 108                | 27 de abril de 2015  | 1 305 000          | 7,0%               |                    |
| 109                | 28 de abril de 2015  | 1 021 000          | 6,4%               |                    |
| 110                | 29 de abril de 2015  | 1 207 000          | 6,7%               |                    |
| 111                | 30 de abril de 2015  | 926 000            | 6,0%               |                    |
| 112                | 1 de mayo de 2015    | 687 000            | 5,3%               |                    |
| 113                | 2 de mayo de 2015    | 431 000            | 3,9%               |                    |
| 114                | 4 de mayo de 2015    | 1 283 000          | 6,8%               |                    |
| 115                | 5 de mayo de 2015    | 839 000            | 4,1%               |                    |
| 116                | 6 de mayo de 2015    | 1 158 000          | 6,7%               |                    |
| 117                | 8 de mayo de 2015    | 644 000            | 5,1%               |                    |
| 118                | 9 de mayo de 2015    | 428 000            | 4,0%               |                    |
| 119                | 11 de mayo de 2015   | 1 105 000          | 6,6%               |                    |
| 120                | 12 de mayo de 2015   | 850 000            | 4,5%               |                    |
| 121                | 13 de mayo de 2015   | 963 000            | 5,9%               |                    |
| 122                | 15 de mayo de 2015   | 747 000            | 6,0%               |                    |
| 123                | 16 de mayo de 2015   | 526 000            | 4,7%               |                    |
| 124                | 18 de mayo de 2015   | 1 246 000          | 7,0%               |                    |
| 125                | 19 de mayo de 2015   | 1 247 000          | 6,7%               |                    |
| 126                | 20 de mayo de 2015   | 1 229 000          | 6,7%               |                    |
| 127                | 21 de mayo de 2015   | 1 144 000          | 6,6%               |                    |
| 128                | 22 de mayo de 2015   | 813 000            | 6,3%               |                    |
| 129                | 23 de mayo de 2015   | 336 000            | 2,5%               |                    |
| 130                | 25 de mayo de 2015   | 1 180 000          | 6,4%               |                    |
| 131                | 26 de mayo de 2015   | 1 236 000          | 6,7%               |                    |
| 132                | 28 de mayo de 2015   | 1 065 000          | 6,4%               |                    |
| 133                | 29 de mayo de 2015   | 689 000            | 5,3%               |                    |
| 134                | 30 de mayo de 2015   | 337 000            | 2,6%               |                    |
| 135                | 1 de junio de 2015   | 1 215 000          | 6,8%               |                    |
| 136                | 2 de junio de 2015   | 1 123 000          | 6,5%               |                    |
| 137                | 3 de junio de 2015   | 1 033 000          | 6,3%               |                    |
| 138                | 4 de junio de 2015   | 998 000            | 6,3%               |                    |
| 139                | 5 de junio de 2015   | 576 000            | 5,0%               |                    |
| 140                | 6 de junio de 2015   | 217 000            | 1,7%               |                    |
| 141                | 8 de junio de 2015   | 1 061 000          | 6,4%               |                    |
| 142                | 9 de junio de 2015   | 1 044 000          | 5,9%               |                    |
| 143                | 10 de junio de 2015  | 1 183 000          | 6,9%               |                    |
| 144                | 11 de junio de 2015  | 898 000            | 5,2%               |                    |
| 145                | 12 de junio de 2015  | 629 000            | 5,1%               |                    |
| 146                | 13 de junio de 2015  | 429 000            | 3,5%               |                    |
| 147                | 15 de junoo de 2015  | 1 166 000          | 6,2%               |                    |
| 148                | 16 de junio de 2015  | 1 122 000          | 6,5%               |                    |
| 149                | 17 de junio de 2015  | 1 097 000          | 6,7%               |                    |
| 150                | 18 de junio de 2015  | 952 000            | 6,3%               |                    |
| 151                | 19 de junio de 2015  | 552 000            | 5,1%               |                    |
| 152                | 20 de junio de 2015  | 364 000            | 3,6%               |                    |
| 153                | 22 de junio de 2015  | 1 054 000          | 6,6%               |                    |
| 154                | 23 de junio de 2015  | 889 000            | 6,4%               |                    |
| 155                | 24 de junio de 2015  | 945 000            | 6,4%               |                    |
| 156                | 25 de junio de 2015  | 896 000            | 6,4%               |                    |
| 157                | 26 de junio de 2015  | 537 000            | 5,2%               |                    |
| 158                | 29 de junio de 2015  | 863 000            | 6,1%               |                    |
| 159                | 30 de junio de 2015  | 997 000            | 7,1%               |                    |
| 160                | 1 de julio de 2015   | 796 000            | 5,8%               |                    |
| 161                | 2 de julio de 2015   | 816 000            | 6,1%               |                    |
| 162                | 3 de julio de 2015   | 504 000            | 5,2%               |                    |
| 163                | 6 de julio de 2015   | 854 000            | 6,4%               |                    |
| 164                | 7 de julio de 2015   | 909 000            | 6,9%               |                    |
| 165                | 8 de julio de 2015   | 815 000            | 6,5%               |                    |
| 166                | 9 de julio de 2015   | 655 000            | 5,3%               |                    |
| 167                | 10 de julio de 2015  | 469 000            | 4,9%               |                    |
| 168                | 11 de julio de 2015  | 424 000            | 4,8%               |                    |
| 169                | 13 de julio de 2015  | 974 000            | 7,5%               |                    |
| 170                | 14 de julio de 2015  | 986 000            | 7,8%               |                    |
| 171                | 15 de julio de 2015  | 849 000            | 6,9%               |                    |
| 172                | 16 de julio de 2015  | 759 000            | 6,2%               |                    |
| 173                | 17 de julio de 2015  | 503 000            | 5,4%               |                    |
| 174                | 20 de julio de 2015  | 1 051 000          | 8,3%               |                    |
| 175                | 21 de julio de 2015  | 970 000            | 7,8%               |                    |
| 176                | 22 de julio de 2015  | 842 000            | 7,0%               |                    |
| 177                | 23 de julio de 2015  | 725 000            | 6,1%               |                    |
| 178                | 24 de julio de 2015  | 480 000            | 5,1%               |                    |
| 179                | 25 de julio de 2015  | 326 000            | 3,6%               |                    |
| 180                | 27 de julio de 2015  | 1 108 000          | 8,6%               |                    |
| 181                | 28 de julio de 2015  | 921 000            | 7,5%               |                    |
| 182                | 29 de julio de 2015  | 765 000            | 6,2%               |                    |
| 183                | 30 de julio de 2015  | 813 000            | 6,7%               |                    |
| 184                | 31 de julio de 2015  | 555 000            | 5,6%               |                    |
| 185                | 1 de agosto de 2015  | 309 000            | 3,6%               |                    |
| 186                | 3 de agosto de 2015  | 1 035 000          | 8,5%               |                    |
| 187                | 4 de agosto de 2015  | 820 000            | 7,2%               |                    |
| 188                | 5 de agosto de 2015  | 680 000            | 5,6%               |                    |
| 189                | 6 de agosto de 2015  | 735 000            | 6,7%               |                    |
| 190                | 7 de agosto de 2015  | 535 000            | 5,7%               |                    |
| 191                | 8 de agosto de 2015  | 341 000            | 3,7%               |                    |
| 192                | 10 de agosto de 2015 | 959 000            | 8,3%               |                    |
| 193                | 11 de agosto de 2015 | 492 000            | 4,0%               |                    |
| 194                | 12 de agosto de 2015 | 757 000            | 6,6%               |                    |
| 195                | 13 de agosto de 2015 | 702 000            | 6,1%               |                    |
| 196                | 14 de agosto de 2015 | 492 000            | 4,6%               |                    |
| 197                | 15 de agosto de 2015 | 388 000            | 4,2%               |                    |
| 198                | 17 de agosto de 2015 | 675 000            | 5,0%               |                    |
| 199                | 18 de agosto de 2015 | 852 000            | 7,1%               |                    |
| 200                | 19 de agosto de 2015 | 796 000            | 7,1%               |                    |
| 201                | 20 de agosto de 2015 | 826 000            | 7,2%               |                    |
| 202                | 21 de agosto de 2015 | 561 000            | 6,1%               |                    |
| 203                | 24 de agosto de 2015 | 1 287 000          | 9,7%               |                    |
| 204                | 25 de agosto de 2015 | 793 000            | 6,3%               |                    |

### Tercera temporada (2015 - 2016)
| Programas emitidos | Programas emitidos    | Programas emitidos | Programas emitidos | Programas emitidos |
| N.º                | Fecha de emisión      | Espectadores       | Share              |                    |
| ------------------ | --------------------- | ------------------ | ------------------ | ------------------ |
| 205                | 26 de agosto de 2015  | 1 194 000          | 9,7%               |                    |
| 206                | 27 de agosto de 2015  | 1 046 000          | 8,3%               |                    |
| 207                | 28 de agosto de 2015  | 602 000            | 6,2%               |                    |
| 208                | 30 de agosto de 2015  | 495 000            | 3,7%               |                    |
| 209                | 31 de agosto de 2015  | 1 237 000          | 7,9%               |                    |
| 210                | 01 de sept. de 2015   | 1 306 000          | 8,6%               |                    |
| 211                | 02 de sept. de 2015   | 1 165 000          | 7,7%               |                    |
| 212                | 03 de sept. de 2015   | 1 150 000          | 7,6%               |                    |
| 213                | 04 de sept. de 2015   | 623 000            | 5,2%               |                    |
| 214                | 07 de sept. de 2015   | 946 000            | 5,5%               |                    |
| 215                | 10 de sept. de 2015   | 1 172 000          | 7,4%               |                    |
| 216                | 11 de sept. de 2015   | 682 000            | 5,4%               |                    |
| 217                | 14 de sept. de 2015   | 1 071 000          | 6,0%               |                    |
| 218                | 15 de sept. de 2015   | 954 000            | 5,2%               |                    |
| 219                | 17 de sept. de 2015   | 1 079 000          | 6,1%               |                    |
| 220                | 21 de sept. de 2015   | 1 119 000          | 6,1%               |                    |
| 221                | 22 de sept. de 2015   | 1 112 000          | 6,2%               |                    |
| 222                | 23 de sept. de 2015   | 953 000            | 5,3%               |                    |
| 223                | 24 de sept. de 2015   | 1 129 000          | 6,3%               |                    |
| 224                | 25 de sept. de 2015   | 739 000            | 5,2%               |                    |
| 225                | 28 de sept. de 2015   | 1 059 000          | 5,7%               |                    |
| 226                | 29 de sept. de 2015   | 994 000            | 5,2%               |                    |
| 227                | 30 de sept. de 2015   | 1 154 000          | 6,2%               |                    |
| 228                | 1 de octubre de 2015  | 1 065 000          | 5,9%               |                    |
| 229                | 2 de octubre de 2015  | 820 000            | 5,6%               |                    |
| 230                | 5 de octubre de 2015  | 1 077 000          | 5,6%               |                    |
| 231                | 6 de octubre de 2015  | 1 216 000          | 6,5%               |                    |
| 232                | 7 de octubre de 2015  | 1 146 000          | 6,2%               |                    |
| 233                | 8 de octubre de 2015  | 968 000            | 5,3%               |                    |
| 234                | 9 de octubre de 2015  | 667 000            | 4,2%               |                    |
| 235                | 12 de octubre de 2015 | 878 000            | 4,4%               |                    |
| 236                | 13 de octubre de 2015 | 1 197 000          | 6,4%               |                    |
| 237                | 14 de octubre de 2015 | 1 139 000          | 6,0%               |                    |
| 238                | 15 de octubre de 2015 | 990 000            | 5,5%               |                    |
| 239                | 16 de octubre de 2015 | 790 000            | 4,9%               |                    |
| 240                | 19 de octubre de 2015 | 923 000            | 4,7%               |                    |
| 241                | 20 de octubre de 2015 | 941 000            | 4,9%               |                    |
| 242                | 21 de octubre de 2015 | 1 060 000          | 5,7%               |                    |
| 243                | 22 de octubre de 2015 | 943 000            | 5,0%               |                    |
| 244                | 23 de octubre de 2015 | 887 000            | 5,7%               |                    |
| 245                | 26 de octubre de 2015 | 1 054 000          | 5,3%               |                    |
| 246                | 27 de octubre de 2015 | 1 162 000          | 6,1%               |                    |
| 247                | 28 de octubre de 2015 | 1 032 000          | 5,3%               |                    |
| 248                | 29 de octubre de 2015 | 967 000            | 5,1%               |                    |
| 249                | 30 de octubre de 2015 | 719 000            | 4,7%               |                    |
| 250                | 2 de nov. de 2015     | 1 242 000          | 6,1%               |                    |
| 251                | 3 de nov. de 2015     | 882 000            | 4,3%               |                    |
| 252                | 4 de nov. de 2015     | 1 006 000          | 5,3%               |                    |
| 253                | 5 de nov. de 2015     | 968 000            | 5,2%               |                    |
| 254                | 6 de nov. de 2015     | 832 000            | 5,3%               |                    |
| 255                | 9 de nov. de 2015     | 1 289 000          | 6,5%               |                    |
| 256                | 10 de nov. de 2015    | 1 112 000          | 5,8%               |                    |
| 257                | 11 de nov. de 2015    | 1 258 000          | 6,6%               |                    |
| 258                | 12 de nov. de 2015    | 866 000            | 4,4%               |                    |
| 259                | 13 de nov. de 2015    | 735 000            | 4,3%               |                    |
| 260                | 16 de nov. de 2015    | 1 181 000          | 5,9%               |                    |
| 261                | 17 de nov. de 2015    | 1 180 000          | 5,8%               |                    |
| 262                | 18 de nov. de 2015    | 1 109 000          | 5,7%               |                    |
| 263                | 19 de nov. de 2015    | 1 127 000          | 5,9%               |                    |
| 264                | 23 de nov. de 2015    | 1 125 000          | 5,6%               |                    |
| 265                | 24 de nov. de 2015    | 1 066 000          | 5,2%               |                    |
| 266                | 25 de nov. de 2015    | 1 227 000          | 6,4%               |                    |
| 267                | 26 de nov. de 2015    | 1 085 000          | 5,7%               |                    |
| 268                | 30 de nov. de 2015    | 1 103 000          | 5,7%               |                    |
| 269                | 01 de dic. de 2015    | 1 412 000          | 7,2%               |                    |
| 270                | 02 de dic. de 2015    | 1 176 000          | 6,1%               |                    |
| 271                | 03 de dic. de 2015    | 1 118 000          | 6,0%               |                    |
| 272                | 07 de dic. de 2015    | 728 000            | 4,2%               |                    |
| 273                | 08 de dic. de 2015    | 1 224 000          | 5,9%               |                    |
| 274                | 09 de dic. de 2015    | 1 165 000          | 6,1%               |                    |
| 275                | 10 de dic. de 2015    | 1 127 000          | 6,0%               |                    |
| 276                | 14 de dic. de 2015    | 1 059 000          | 5,5%               |                    |
| 277                | 15 de dic. de 2015    | 1 132 000          | 5,9%               |                    |
| 278                | 16 de dic. de 2015    | 1 043 000          | 5,5%               |                    |
| 279                | 17 de dic. de 2015    | 953 000            | 5,2%               |                    |
| 280                | 18 de dic. de 2015    | 939 000            | 6,1%               |                    |
| 281                | 19 de dic. de 2015    | 359 000            | 2,4%               |                    |
| 282                | 21 de dic. de 2015    | 1 028 000          | 5,3%               |                    |
| 283                | 22 de dic. de 2015    | 936 000            | 5,0%               |                    |
| 284                | 23 de dic. de 2015    | 1 072 000          | 6,1%               |                    |
| 285                | 24 de dic. de 2015    | 501 000            | 5,1%               |                    |
| 286                | 25 de dic. de 2015    | 680 000            | 4,1%               |                    |
| 287                | 26 de dic. de 2015    | 587 000            | 3,8%               |                    |
| 288                | 28 de dic. de 2015    | 1 218 000          | 6,6%               |                    |
| 289                | 29 de dic. de 2015    | 1 280 000          | 7,2%               |                    |
| 290                | 30 de dic. de 2015    | 1 157 000          | 6,9%               |                    |
| 291                | 31 de dic. de 2015    | 350 000            | 3,1%               |                    |
| 292                | 1 de enero de 2016    | 702 000            | 3,9%               |                    |
| 293                | 2 de enero de 2016    | 886 000            | 5,9%               |                    |
| 294                | 4 de enero de 2016    | 1 150 000          | 6,1%               |                    |
| 295                | 5 de enero de 2016    | 983 000            | 6,2%               |                    |
| 296                | 6 de enero de 2016    | 761 000            | 4,1%               |                    |
| 297                | 7 de enero de 2016    | 1 075 000          | 5,5%               |                    |
| 298                | 8 de enero de 2016    | 905 000            | 5,4%               |                    |
| 299                | 9 de enero de 2016    | 508 000            | 3,2%               |                    |
| 300                | 11 de enero de 2016   | 1 152 000          | 5,8%               |                    |
| 301                | 12 de enero de 2016   | 1 336 000          | 6,8%               |                    |
| 302                | 13 de enero de 2016   | 1 138 000          | 5,8%               |                    |
| 303                | 14 de enero de 2016   | 1 031 000          | 5,3%               |                    |
| 304                | 15 de enero de 2016   | 766 000            | 4,5%               |                    |
| 305                | 18 de enero de 2016   | 1 123 000          | 5,6%               |                    |
| 306                | 19 de enero de 2016   | 1 288 000          | 6,7%               |                    |
| 307                | 20 de enero de 2016   | 983 000            | 5,1%               |                    |
| 308                | 21 de enero de 2016   | 1 031 000          | 5,3%               |                    |
| 309                | 22 de enero de 2016   | 883 000            | 5,3%               |                    |
| 311                | 26 de enero de 2016   | 1 238 000          | 6,3%               |                    |
| 312                | 27 de enero de 2016   | 870 000            | 4,5%               |                    |
| 313                | 28 de enero de 2016   | 1 067 000          | 5,5%               |                    |
| 314                | 29 de enero de 2016   | 655 000            | 4,0%               |                    |
| 315                | 1 de febrero de 2016  | 1 115 000          | 5,7%               |                    |
| 316                | 2 de febrero de 2016  | 1 137 000          | 5,8%               |                    |
| 317                | 3 de febrero de 2016  | 949 000            | 4,9%               |                    |
| 318                | 4 de febrero de 2016  | 1 138 000          | 5,8%               |                    |
| 319                | 6 de febrero de 2016  | 575 000            | 3,8%               |                    |
| 320                | 8 de febrero de 2016  | 1 099 000          | 5,6%               |                    |
| 321                | 9 de febrero de 2016  | 1 259 000          | 6,3%               |                    |
| 322                | 10 de febrero de 2016 | 1 118 000          | 5,8%               |                    |
| 323                | 11 de febrero de 2016 | 1 086 000          | 5,5%               |                    |
| 324                | 13 de febrero de 2016 | 569 000            | 3,6%               |                    |

### Cuarta temporada (2016)
| Programas emitidos | Programas emitidos    | Programas emitidos | Programas emitidos | Programas emitidos |
| N.º 48             | Fecha de emisión      | Espectadores       | Share              |                    |
| ------------------ | --------------------- | ------------------ | ------------------ | ------------------ |
| 325                | 15 de febrero de 2016 | 1 197 000          | 5,9%               |                    |
| 326                | 16 de febrero de 2016 | 1 118 000          | 5,5%               |                    |
| 327                | 17 de febrero de 2016 | 1 052 000          | 5,4%               |                    |
| 328                | 18 de febrero de 2016 | 1 226 000          | 6,2%               |                    |
| 329                | 19 de febrero de 2016 | 1 030 000          | 6,1%               |                    |
| 330                | 20 de febrero de 2016 | 656 000            | 4,4%               |                    |
| 331                | 22 de febrero de 2016 | 581 000            | 4,5%               |                    |
| 332                | 23 de febrero de 2016 | 561 000            | 4,7%               |                    |
| 333                | 24 de febrero de 2016 | 533 000            | 4,3%               |                    |
| 334                | 25 de febrero de 2016 | 491 000            | 4,0%               |                    |
| 335                | 26 de febrero de 2016 | 491 000            | 3,7%               |                    |
| 336                | 26 de febrero de 2016 | 718 000            | 4,2%               |                    |
| 337                | 27 de febrero de 2016 | 565 000            | 3,4%               |                    |
| 338                | 29 de febrero de 2016 | 503 000            | 4,0%               |                    |
| 339                | 2 de marzo de 2016    | 443 000            | 3,5%               |                    |
| 340                | 3 de marzo de 2016    | 433 000            | 3,6%               |                    |
| 341                | 4 de marzo de 2016    | 435 000            | 3,5%               |                    |
| 342                | 4 de marzo de 2016    | 699 000            | 4,3%               |                    |
| 343                | 5 de marzo de 2016    | 668 000            | 4,3%               |                    |
| 344                | 7 de marzo de 2016    | 1 118 000          | 5,6%               |                    |
| 345                | 8 de marzo de 2016    | 786 000            | 3,9%               |                    |
| 346                | 9 de marzo de 2016    | 910 000            | 4,6%               |                    |
| 347                | 10 de marzo de 2016   | 1 033 000          | 5,4%               |                    |
| 348                | 11 de marzo de 2016   | 705 000            | 4,4%               |                    |
| 349                | 12 de marzo de 2016   | 432 000            | 2,9%               |                    |
| 350                | 14 de marzo de 2016   | 1 062 000          | 5,5%               |                    |
| 351                | 15 de marzo de 2016   | 819 000            | 4,2%               |                    |
| 352                | 16 de marzo de 2016   | 1 026 000          | 5,3%               |                    |
| 353                | 17 de marzo de 2016   | 944 000            | 5,1%               |                    |
| 354                | 18 de marzo de 2016   | 505 000            | 3,3%               |                    |
| 355                | 19 de marzo de 2016   | 608 000            | 4,1%               |                    |
| 356                | 21 de marzo de 2016   | 1 037 000          | 5,6%               |                    |
| 357                | 22 de marzo de 2016   | 1 138 000          | 6,3%               |                    |
| 358                | 23 de marzo de 2016   | 736 000            | 4,9%               |                    |
| 359                | 29 de marzo de 2016   | 1 087 000          | 5,8%               |                    |
| 360                | 30 de marzo de 2016   | 1 003 000          | 5,5%               |                    |
| 361                | 31 de marzo de 2016   | 1 086 000          | 5,8%               |                    |
| 362                | 1 de abril de 2016    | 726 000            | 5,0%               |                    |
| 363                | 4 de abril de 2016    | 1 076 000          | 5,5%               |                    |
| 364                | 5 de abril de 2016    | 766 000            | 3,6%               |                    |
| 365                | 6 de abril de 2016    | 958 000            | 5,3%               |                    |
| 366                | 7 de abril de 2016    | 1 067 000          | 5,7%               |                    |
| 367                | 8 de abril de 2016    | 767 000            | 5,0%               |                    |
| 368                | 9 de abril de 2016    | 485 000            | 3,6%               |                    |
| 369                | 11 de abril de 2016   | 1 087 000          | 5,8%               |                    |
| 370                | 12 de abril de 2016   | 681 000            | 3,3%               |                    |
| 371                | 13 de abril de 2016   | 804 000            | 4,7%               |                    |
| 372                | 14 de abril de 2016   | 1 090 000          | 5,9%               |                    |
| 373                | 16 de abril de 2016   | 566 000            | 4,1%               |                    |

## Cronología de los personajes protagónicos
| Actor                 | Personaje                    | Temporada | Temporada  | Temporada  | Temporada | Temporada |
| Actor                 | Personaje                    | 1         | 2          | 3          | 4         | LC        |
| --------------------- | ---------------------------- | --------- | ---------- | ---------- | --------- | --------- |
| Iván Massagué         | Antonio "Tony" Rubirosa      | Principal | Principal  | Principal  |           | Invitado  |
| Mariam Hernández      | Nieves López Gómez           |           | Recurrente | Principal  | Principal |           |
| Santi Rodríguez       | José Vicente Velasco         | Principal | Principal  | Principal  | Principal | Principal |
| Tomás Pozzi           | Maximiliano "Maxi" Kempes    | Principal | Principal  | Principal  | Principal | Principal |
| David Amor            | Evaristo Escudero, "Tito"    | Principal | Principal  | Principal  | Principal | Principal |
| Miriam Cabeza         | Vanessa                      | Principal | Principal  | Principal  | Principal | Principal |
| Carlos Chamarro       | Julio Sarasola               | Principal | Principal  | Principal  | Principal | Principal |
| Mar Abascal           | Pilar Macías                 | Principal | Principal  | Principal  | Principal | Principal |
| Carmen Ruiz           | Petra Palomero               |           | Principal  | Principal  | Principal |           |
| Pepa Rus              | Secundina "Secun" García     |           | Principal  | Principal  | Principal | Principal |
| Rodrigo Poisón        | Héctor Barroso               |           |            | Principal  | Principal |           |
| Adam Jezierski        | Christian                    |           |            | Principal  |           |           |
| Sara Gómez            | Mayka                        |           |            | Principal  | Principal | Principal |
| Javier Coll           | Julián Carrasco              |           | Invitado   | Principal  | Principal | Principal |
| Patricia Conde        | Loly'                        | Invitada  | Recurrente | Recurrente | Principal |           |
| Eduardo Gómez         | Juanito Sánchez, "Trabuco"   |           | Principal  | Principal  | Principal |           |
| Leo Rivera            | Cristóbal Pérez              |           | Principal  | Principal  | Principal |           |
| Toni Acosta           | Raquel                       |           | Principal  | Principal  | Principal |           |
| Cristina Alcázar      | Patricia Márquez Escobar     | Invitada  |            | Principal  | Principal |           |
| María Alfonsa Rosso   | Doña Luisa                   |           | Invitado   | Principal  | Principal |           |
| Iñaki Miramón         | Perico Valcarce              |           |            | Principal  | Principal |           |
| María Hervás          | Miranda Lily                 |           |            | Principal  | Principal |           |
| Enrique San Francisco | Antonio Rubirosa             |           |            |            | Principal |           |
| José Troncoso         | Carmelo                      |           |            |            |           | Principal |
| Chanel Terrero        | Deisy                        |           | Principal  | Principal  |           |           |
| Daniel Muriel         | Eduardo Valdivia             |           | Principal  | Principal  |           |           |
| Max Marieges          | Kenny                        |           |            | Principal  |           |           |
| David Fernández       | Evaristo Ares                |           |            | Principal  |           |           |
| Pablo Carbonell       | Odiseo Gallardón             |           |            | Principal  |           |           |
| Juanma Cifuentes      | Miguel Rondón, "Miguelón"    | Principal | Principal  |            |           |           |
| Eduardo Casanova      | Chencho                      |           | Principal  |            |           |           |
| Gerald B. Filmore     | José María "Chema" Gutiérrez | Principal |            |            |           |           |
| Usun Yoon             | Shiroko Nuku Nuku            | Principal | Principal  |            |           |           |
| Antonia San Juan      | Berta Palomero               | Principal |            |            |           |           |

     Personaje principal
     Esporádico/Episódico
     Personaje secundario